# فرودگاه نیروی هوایی سلطنتی اسکول‌ثورپ
فرودگاه نیروی هوایی سلطنتی اسکول‌ثورپ (به انگلیسی: RAF Sculthorpe) یک فرودگاه نظامی است . این فرودگاه در کشور انگلستان قرار دارد .